# Richard Jukl
Richard Jukl (* 13. června 1968 v Jimramově) je bývalý český fotbalový záložník. Po skončení aktivní kariéry působí jako fotbalový funkcionář, v současnosti generální manažer FC Hradec Králové. Jeho mladší syn Robert (1999) působí jako záložník v FK Teplice. Jeho starší syn Richard (1993) hrál jako útočník za FC Hradec Králové, FK Kolín a Olympii Praha.

## Fotbalová kariéra
V mládežnických kategoriích hrál za Zbrojovku Brno, dále pak hrál za Sokol Jimramov, TJ Svitavy a Žďár nad Sázavou. Největší část aktivní kariéry strávil v Hradci Králové, dále hrál za Drnovice, znovu za Hradec Králové a za SK Dynamo České Budějovice. Kariéru končil v nižší rakouské soutěži v SC Zwettl. V lize odehrál 216 utkání a dal 36 gólů.

## Ligová bilance
| Ročník                                   | Zápasy | Góly | Klub                       |
| ---------------------------------------- | ------ | ---- | -------------------------- |
| 1. československá fotbalová liga 1991/92 | 22     | 4    | SK Hradec Králové          |
| 1. československá fotbalová liga 1992/93 | 13     | 2    | SK Hradec Králové          |
| 1. česká fotbalová liga 1993/94          | 29     | 7    | SK Hradec Králové          |
| 1. česká fotbalová liga 1994/95          | 25     | 8    | SK Hradec Králové          |
| 1. česká fotbalová liga 1995/96          | 18     | 1    | FC Petra Drnovice          |
| 1. česká fotbalová liga 1996/97          | 3      | 0    | FC Petra Drnovice          |
| 1. česká fotbalová liga 1996/97          | 19     | 1    | SK Hradec Králové          |
| Gambrinus liga 1997/98                   | 15     | 0    | SK Hradec Králové          |
| Gambrinus liga 1998/99                   | 28     | 6    | SK Hradec Králové          |
| Gambrinus liga 1999/00                   | 24     | 4    | SK Dynamo České Budějovice |
| Gambrinus liga 2000/01                   | 16     | 3    | SK Dynamo České Budějovice |
| CELKEM                                   | 216    | 36   |                            |